# Marian Balcerzak
Marian Balcerzak (ur. 13 grudnia 1949, zm. 10 września 2000) – polski piłkarz, mistrz Polski w barwach Śląska Wrocław (1977), prawy obrońca.

## Kariera sportowa
Karierę sportową rozpoczął w Pafawagu Wrocław, od 1968 grał w Górniku Wałbrzych, z którym w tym samym roku zdobył mistrzostwo Polski juniorów. W 1970 trafił do Śląska Wrocław, w którym debiutował w ekstraklasie w 1973, w 1975 zdobył brązowy medal mistrzostw Polski, w 1976 Puchar Polski, w 1977 mistrzostwo Polski. Dla wrocławskiego klubu zagrał w 96 spotkaniach I ligi, zdobywając 1 bramkę. Po sezonie 1977/1978 odszedł do Resovii.
W sezonie 1986/1987 był trenerem Bielawianki.